# Giuramento antimodernista
Il giuramento antimodernista fu introdotto da papa Pio X (motu proprio Sacrorum Antistitum) inizialmente col nome di giuramento della fede il 1º settembre 1910 in risposta al modernismo teologico che già da alcuni decenni cominciava a prendere piede all'interno della Chiesa cattolica e che già era stato condannato dal papa nel 1907 nel decreto Lamentabili Sane Exitu e poi nell'enciclica Pascendi Dominici gregis. Tale giuramento, redatto in lingua latina, fu imposto a tutti i membri del clero con compiti di ministero, magistero o di giurisdizione ecclesiastica e a quanti aspiravano a diventare parte del clero.
Il giuramento obbligava i modernisti, come spiega La Civiltà Cattolica, a riconoscere   l'errore e convertirsi, o almeno, di gettare la maschera e scoprirsi {...} riconducendoli ad una sincera adesione e ad una professione schietta delle dottrine della fede . Personaggi come Ernesto Buonaiuti tuttavia, nonostante la scomunica, continuarono a proclamarsi figli ubbidienti della Chiesa.
Lo stesso giuramento era obbligatorio per tutti coloro che ricevevano gradi accademici nelle università pontificie e persino nelle università che rilasciavano titoli di studio riconosciuti dallo stato, come l'Università Cattolica del Sacro Cuore. Papa Pio XI aveva esonerato professori e alunni da tale obbligo, che fu tuttavia ripristinato da Pio XII. Il giuramento fu abolito dopo la chiusura del Concilio Vaticano II, in quanto il Concilio non se ne occupò, da papa Paolo VI nel 1966, ma già qualche anno prima l'Università Cattolica aveva sostituito il giuramento antimodernista con la recita del Credo.
Il giuramento antimodernista è tuttora recitato dai membri del clero sostenitori del cattolicesimo tradizionalista, come la Fraternità Sacerdotale San Pio X.

## Testo
FORMULA DEL GIURAMENTO
«Io, …………………….., accetto e credo fermamente tutte e ciascuna le verità che la Chiesa, col suo magistero infallibile, ha definito, affermato e dichiarato, principalmente quei capi di dottrina che si oppongono direttamente agli errori del nostro tempo. 
E per Primo credo che Dio, principio e fine di tutte le cose, può essere conosciuto con certezza e perciò anche dimostrato col lume naturale della ragione per mezzo delle opere da Lui compiute (cfr. Rm 1, 20), cioè per mezzo delle opere visibili della creazione, come la causa per mezzo dell’effetto. 
Secondo: ammetto e riconosco le prove esteriori della rivelazione, cioè gli interventi divini, e soprattutto i miracoli e le profezie, come segni certissimi dell’origine divina della Religione cristiana; e questi stessi argomenti io li ritengo perfettamente proporzionati all’intelligenza di tutti i tempi e di tutti gli uomini, anche del tempo presente.
Terzo: credo anche con fede ferma che la Chiesa, custode e maestra della parola rivelata, è stata istituita immediatamente e direttamente da Cristo stesso, vero e storico, durante la sua vita tra noi, e che è fondata su Pietro capo della gerarchia apostolica, e sui suoi successori attraverso i secoli. 
Quarto: accolgo sinceramente la dottrina della Fede trasmessa fino a noi dagli Apostoli per mezzo dei Padri ortodossi, sempre nello stesso senso e nella stessa sentenza, e rigetto assolutamente la supposizione eretica dell’evoluzione dei dogmi da un significato all’altro, differente da quello che la Chiesa ha tenuto dall’inizio; e similmente condanno ogni errore che pretende di sostituire al deposito divino, affidato da Cristo alla Sposa perché fedelmente lo custodisse, un ritrovato filosofico o una creazione della coscienza umana, formatasi lentamente con sforzo umano e perfezionantesi nell’avvenire con progresso indefinito. 
Quinto: ritengo in tutta certezza e professo sinceramente che la Fede non è un sentimento religioso cieco che erompe dalle latebre della subcoscienza per impulso del cuore ed inclinazione della volontà moralmente informata, ma un vero assenso dell’intelletto alla verità acquisita estrinsecamente con la predicazione; assenso per il quale noi crediamo vero, a causa dell’autorità di Dio la cui veracità è assoluta, tutto ciò che è stato detto, attestato e rivelato dal Dio personale, creatore e Signore nostro. 
Mi sottometto anche, con tutto il dovuto rispetto ed aderisco di tutto il cuore a tutte le condanne, dichiarazioni e prescrizioni contenute nell’Enciclica Pascendi e nel Decreto Lamentabili, specialmente per ciò che concerne la cosiddetta storia dei dogmi.
- Così pure riprovo l’errore di coloro che pretendono che la fede proposta dalla Chiesa possa essere in contraddizione con la storia, e che i dogmi cattolici, nel senso in cui oggi sono intesi, siano incompatibili con le origini più autentiche della religione cristiana.
- Condanno pure e rigetto l’opinione di coloro che affermano che il cristiano erudito si rivesta di una duplice personalità, del credente e dello storico, come se allo storico fosse lecito sostenere ciò che contraddice la fede del credente, o porre delle premesse da cui conseguisse che i dogmi sono falsi o dubbi, così che essi non siano negati direttamente.
- Riprovo allo stesso modo quel metodo per giudicare e interpretare la Sacra Scrittura che, mettendo da parte la tradizione della Chiesa, l’analogia della Fede e le regole della Sede apostolica, ricorre ai metodi dei razionalisti e, con non minore audacia quanta temerità, accetta come suprema ed unica regola solo la critica testuale.
- Inoltre rigetto l’opinione di coloro i quali ritengono che gli insegnanti delle discipline storiche e teologiche, o coloro che ne trattano per iscritto, debbano anzitutto sbarazzarsi di ogni idea preconcetta sia sull’origine soprannaturale della tradizione cattolica sia sull’assistenza divinamente promessa per la perenne salvaguardia dei singoli punti della verità rivelata, per interpretare poi gli scritti di ciascuno dei Padri, al di fuori di ogni autorità sacra, solo con i principii della scienza e con quella libertà di giudizio ammessa per l’esame di un qualunque documento profano. 
- Mi dichiaro infine del tutto estraneo a quell’errore dei modernisti che pretende che non vi sia, nella sacra tradizione, nulla di divino o, ciò che è ben peggio, che ammette ciò che vi è di divino in senso panteista; così che non rimane nulla di più del fatto puro e semplice, assimilabile ai fatti ordinarii della storia: e cioè che degli uomini, col loro lavoro, la loro abilità, il loro talento, continuino nelle età posteriori la scuola inaugurata da Cristo ed i Suoi Apostoli. 
Mantengo pertanto fermissimamente e manterrò fino al mio ultimo respiro, la fede dei Padri nel carisma certo di verità che è, è stato e sarà sempre nell’episcopato trasmesso con la successione Apostolica [a]: non in modo che sia mantenuto quello che può sembrare migliore e più adatto al grado di cultura proprio di ciascuna epoca, ma in modo che la verità assoluta ed immutabile, predicata in origine dagli Apostoli, né mai sia creduta, né mai sia intesa in un altro senso [b]. 
Mi impegno ad osservare tutte queste cose fedelmente, integralmente e sinceramente, a custodirle inviolabilmente e a non allontanarmene sia nell’insegnamento sia in una qualunque maniera con le mie parole ed i miei scritti. Così prometto, così giuro, così mi aiutino Dio e questi santi Vangeli di Dio.»
Note:
[a] Ireneo, Adversus haereses, 4, 26, 2. 
[b] Tertulliano, De praescriptione haereticorum, c. 28.